# Olympische Winterspiele 2006/Skispringen
Bei den XX. Olympischen Winterspielen 2006 in Turin fanden zwei Einzelwettkämpfe und ein Teamwettkampf im Skispringen statt.

## Bilanz

### Medaillenspiegel
| Platz | Land       | Gold | Silber | Bronze | Gesamt |
| ----- | ---------- | ---- | ------ | ------ | ------ |
| 1     | Österreich | 2    | 1      | –      | 3      |
| 2     | Norwegen   | 1    | –      | 3      | 4      |
| 3     | Finnland   | –    | 2      | –      | 2      |

### Medaillengewinner
| Konkurrenz    | Gold                                                              | Silber                                                    | Bronze                                                               |
| ------------- | ----------------------------------------------------------------- | --------------------------------------------------------- | -------------------------------------------------------------------- |
| Normalschanze | Lars Bystøl                                                       | Matti Hautamäki                                           | Roar Ljøkelsøy                                                       |
| Großschanze   | Thomas Morgenstern                                                | Andreas Kofler                                            | Lars Bystøl                                                          |
| Mannschaft    | Martin Koch, Andreas Kofler, Thomas Morgenstern, Andreas Widhölzl | Janne Ahonen, Janne Happonen, Matti Hautamäki, Tami Kiuru | Lars Bystøl, Tommy Ingebrigtsen, Roar Ljøkelsøy, Bjørn Einar Romøren |

## Ergebnisse Männer

### Normalschanze
| Platz | Land                | Sportler            | Weiten (m)    | Punkte |
| ----- | ------------------- | ------------------- | ------------- | ------ |
| 1     | Norwegen            | Lars Bystøl         | 101,5 / 103,5 | 266,5  |
| 2     | Finnland            | Matti Hautamäki     | 102,0 / 103,5 | 265,5  |
| 3     | Norwegen            | Roar Ljøkelsøy      | 102,5 / 102,5 | 264,5  |
| 4     | Deutschland         | Michael Uhrmann     | 101,0 / 104,5 | 264,0  |
| 5     | Schweiz             | Andreas Küttel      | 103,0 / 101,0 | 262,5  |
| 6     | Finnland            | Janne Ahonen        | 103,5 / 100,0 | 261,5  |
| 7     | Polen               | Adam Małysz         | 101,5 / 102,5 | 261,0  |
| 8     | Deutschland         | Michael Neumayer    | 103,5 / 103,0 | 260,5  |
| 9     | Österreich          | Thomas Morgenstern  | 103,5 / 099,5 | 259,5  |
| 10    | Russland            | Dmitri Wassiljew    | 104,5 / 100,5 | 257,5  |
| 11    | Österreich          | Andreas Kofler      | 100,5 / 101,5 | 257,5  |
| 12    | Deutschland         | Georg Späth         | 099,5 / 100,0 | 251,0  |
| 13    | Schweiz             | Michael Möllinger   | 105,5 / 098,5 | 249,0  |
| 13    | Tschechien          | Jakub Janda         | 099,0 / 100,0 | 249,0  |
| 15    | Norwegen            | Bjørn Einar Romøren | 100,0 / 098,5 | 248,0  |
| 16    | Polen               | Kamil Stoch         | 100,0 / 098,5 | 247,0  |
| 17    | Österreich          | Andreas Widhölzl    | 098,0 / 099,5 | 244,0  |
| 18    | Japan               | Daiki Itō           | 100,0 / 096,0 | 243,5  |
| 19    | Russland            | Dmitri Ipatow       | 098,5 / 098,5 | 242,5  |
| 20    | Japan               | Noriaki Kasai       | 100,0 / 095,5 | 241,0  |
| 21    | Deutschland         | Alexander Herr      | 098,5 / 094,5 | 231,0  |
| 21    | Tschechien          | Jan Matura          | 097,5 / 093,5 | 231,0  |
| 23    | Österreich          | Martin Koch         | 097,5 / 094,5 | 229,5  |
| 23    | Japan               | Takanobu Okabe      | 096,5 / 094,5 | 229,5  |
| 25    | Polen               | Robert Mateja       | 095,5 / 094,5 | 229,0  |
| 26    | Kasachstan          | Radik Schaparow     | 098,0 / 095,0 | 227,0  |
| 27    | Italien             | Sebastian Colloredo | 095,5 / 095,0 | 226,5  |
| 28    | Finnland            | Janne Happonen      | 096,0 / 093,5 | 225,0  |
| 29    | Polen               | Stefan Hula         | 095,5 / 090,5 | 218,0  |
| 30    | Slowenien           | Primož Peterka      | 097,0 / 088,0 | 215,0  |
| 31    | Finnland            | Tami Kiuru          | 095,0 / –     | 113,0  |
| 32    | Estland             | Jens Salumäe        | 094,5 / –     | 112,0  |
| 33    | Belarus             | Maksim Anissimau    | 094,0 / –     | 110,5  |
| 34    | Russland            | Denis Kornilow      | 093,5 / –     | 110,0  |
| 35    | Slowenien           | Jernej Damjan       | 093,0 / –     | 109,0  |
| 36    | Tschechien          | Jan Mazoch          | 093,0 / –     | 108,5  |
| 36    | Italien             | Andrea Morassi      | 093,5 / –     | 108,5  |
| 38    | Schweiz             | Simon Ammann        | 092,5 / –     | 107,0  |
| 38    | Tschechien          | Borek Sedlák        | 092,5 / –     | 107,0  |
| 40    | USA                 | Alan Alborn         | 092,0 / –     | 106,5  |
| 41    | Slowenien           | Robert Kranjec      | 091,5 / –     | 105,5  |
| 42    | Kanada              | Stefan Read         | 091,5 / –     | 105,0  |
| 43    | Südkorea            | Kim Hyun-ki         | 091,0 / –     | 103,5  |
| 44    | Russland            | Ildar Fatkullin     | 090,0 / –     | 102,5  |
| 44    | Volksrepublik China | Li Yang             | 090,5 / –     | 102,5  |
| 46    | Kasachstan          | Iwan Karaulow       | 090,5 / –     | 102,0  |
| 47    | USA                 | Clint Jones         | 088,0 / –     | 097,5  |
| 48    | Schweiz             | Guido Landert       | 089,5 / –     | 097,0  |
| 49    | Slowenien           | Rok Benkovič        | 087,5 / –     | 091,5  |
| 50    | Estland             | Jaan Jüris          | 084,5 / –     | 088,5  |

Nach der Qualifikation ausgeschieden
| Platz | Land                | Sportler              | Weite (m) | Punkte |
| ----- | ------------------- | --------------------- | --------- | ------ |
| 51    | Südkorea            | Choi Heung-chul       | 91,5      | 104,0  |
| 51    | Südkorea            | Choi Yong-jik         | 91,0      | 104,0  |
| 53    | USA                 | Thomas Schwall        | 90,5      | 103,0  |
| 54    | Volksrepublik China | Tian Zhandong         | 91,5      | 102,0  |
| 55    | Italien             | Alessio Bolognani     | 90,0      | 100,5  |
| 56    | Kanada              | Gregory Baxter        | 89,5      | 100,0  |
| 57    | Slowakei            | Martin Mesík          | 88,5      | 097,5  |
| 57    | Kanada              | Graeme Gorham         | 88,5      | 097,5  |
| 59    | Südkorea            | Kang Chil-gu          | 88,0      | 096,5  |
| 60    | Belarus             | Pjotr Tschaadajew     | 88,0      | 095,5  |
| 61    | USA                 | Jim Denney            | 86,0      | 091,5  |
| 62    | Ukraine             | Wolodymyr Boschtschuk | 85,5      | 088,5  |
| 63    | Kasachstan          | Alexei Koroljow       | 84,0      | 086,5  |
| 64    | Bulgarien           | Petar Fartunow        | 83,5      | 085,0  |
| 65    | Kanada              | Michael Nell          | 82,5      | 083,5  |
| 66    | Bulgarien           | Georgi Scharkow       | 80,0      | 077,5  |
| DSQ   | Japan               | Masahiko Harada       |           |        |
| DSQ   | Norwegen            | Sigurd Pettersen      |           |        |
| DSQ   | Kasachstan          | Nikolai Karpenko      |           |        |

Datum: 12. Februar, 18:00 Uhr (1. Durchgang), 19:05 Uhr (2. Durchgang) 
K-Punkt: 95 m 
69 Teilnehmer aus 21 Ländern, davon 50 in der Wertung.
Über die Qualifikation wurden 50 Teilnehmer für den eigentlichen Wettkampf ermittelt, wobei sich die besten 15 im aktuellen Weltcup nicht qualifizieren mussten. Davon profitierte der spätere Olympiasieger Lars Bystøl, der in der Qualifikation wegen eines unkorrekten Sprunganzuges disqualifiziert wurde. Harada wurde wegen unzulässiger Skilänge disqualifiziert, Karpenko und Pettersen wegen nicht regelkonformem Anzug.
Im eigentlichen Wettkampf kamen die besten 30 Springer in den zweiten Durchgang.
Die Medaillengewinner lagen nach dem ersten Durchgang nur auf dem geteilten sechsten (Bystøl) und (Hautamäki) bzw. fünftem Platz (Ljøkelsøy). Der Führende der ersten Runde, Dmitri Wassiljew, fiel nach seinem zweiten Versuch auf Rang 10 zurück. Michael Uhrmann stand mit 104,5 m den weitesten Sprung des zweiten Durchgangs.

### Großschanze
| Platz | Land        | Sportler            | Weiten (m)    | Punkte |
| ----- | ----------- | ------------------- | ------------- | ------ |
| 1     | Österreich  | Thomas Morgenstern  | 133,0 / 140,0 | 276,9  |
| 2     | Österreich  | Andreas Kofler      | 134,0 / 139,5 | 276,8  |
| 3     | Norwegen    | Lars Bystøl         | 127,5 / 131,5 | 250,7  |
| 4     | Norwegen    | Roar Ljøkelsøy      | 131,0 / 125,0 | 242,8  |
| 5     | Finnland    | Matti Hautamäki     | 126,0 / 129,5 | 242,4  |
| 6     | Schweiz     | Andreas Küttel      | 127,5 / 127,0 | 239,1  |
| 7     | Norwegen    | Bjørn Einar Romøren | 128,5 / 125,5 | 238,2  |
| 8     | Japan       | Takanobu Okabe      | 125,0 / 128,5 | 236,8  |
| 9     | Finnland    | Janne Ahonen        | 123,5 / 128,5 | 234,1  |
| 10    | Tschechien  | Jakub Janda         | 122,0 / 128,0 | 230,5  |
| 11    | Deutschland | Michael Neumayer    | 123,5 / 128,5 | 229,1  |
| 12    | Japan       | Noriaki Kasai       | 120,0 / 128,5 | 227,3  |
| 13    | Schweiz     | Michael Möllinger   | 120,5 / 127,5 | 224,9  |
| 14    | Polen       | Adam Małysz         | 123,0 / 123,5 | 222,7  |
| 15    | Schweiz     | Simon Ammann        | 121,0 / 122,0 | 218,0  |
| 16    | Deutschland | Michael Uhrmann     | 121,0 / 122,0 | 214,9  |
| 17    | Russland    | Dmitri Wassiljew    | 118,0 / 126,0 | 214,2  |
| 18    | Finnland    | Tami Kiuru          | 122,0 / 120,5 | 214,0  |
| 19    | Deutschland | Martin Schmitt      | 116,5 / 125,5 | 212,6  |
| 20    | Deutschland | Georg Späth         | 122,0 / 119,5 | 212,2  |
| 21    | Österreich  | Andreas Widhölzl    | 123,0 / 119,0 | 210,1  |
| 22    | Tschechien  | Jan Matura          | 116,5 / 121,5 | 204,4  |
| 23    | Estland     | Jens Salumäe        | 118,0 / 120,5 | 203,8  |
| 24    | Norwegen    | Sigurd Pettersen    | 121,0 / 116,5 | 202,5  |
| 25    | Japan       | Tsuyoshi Ichinohe   | 122,5 / 115,5 | 202,4  |
| 26    | Polen       | Kamil Stoch         | 116,5 / 121,0 | 200,0  |
| 27    | Russland    | Dmitri Ipatow       | 118,0 / 116,5 | 197,1  |
| 28    | Slowenien   | Jernej Damjan       | 116,5 / 115,0 | 192,2  |
| 29    | Slowenien   | Rok Benkovič        | 118,0 / 113,0 | 190,3  |
| 30    | Kanada      | Stefan Read         | 118,5 / 113,0 | 188,2  |
| 31    | Kasachstan  | Radik Schaparow     | 116,5 / –     | 095,7  |
| 32    | Österreich  | Martin Koch         | 116,0 / –     | 094,8  |
| 33    | Russland    | Denis Kornilow      | 115,0 / –     | 094,0  |
| 34    | Slowenien   | Primož Peterka      | 115,0 / –     | 092,0  |
| 35    | Finnland    | Risto Jussilainen   | 114,0 / –     | 091,7  |
| 36    | Italien     | Sebastian Colloredo | 114,0 / –     | 090,2  |
| 37    | Schweiz     | Guido Landert       | 111,0 / –     | 085,3  |
| 38    | Polen       | Robert Mateja       | 111,0 / –     | 084,8  |
| 39    | Südkorea    | Kim Hyun-ki         | 110,5 / –     | 084,4  |
| 40    | Tschechien  | Borek Sedlák        | 110,0 / –     | 083,0  |
| 41    | Russland    | Ildar Fatkullin     | 109,5 / –     | 082,6  |
| 42    | Japan       | Daiki Itō           | 112,5 / –     | 082,5  |
| 43    | USA         | Alan Alborn         | 108,0 / –     | 079,9  |
| 44    | Italien     | Alessio Bolognani   | 104,0 / –     | 070,7  |
| 45    | Tschechien  | Ondřej Vaculík      | 104,5 / –     | 070,1  |
| 46    | Kasachstan  | Iwan Karaulow       | 103,0 / –     | 068,9  |
| 47    | Südkorea    | Choi Heung-chul     | 101,0 / –     | 065,3  |
| 48    | Kasachstan  | Nikolai Karpenko    | 101,5 / –     | 065,2  |
| 49    | Slowenien   | Robert Kranjec      | 102,0 / –     | 063,1  |
| 50    | Kanada      | Graeme Gorham       | 099,5 / –     | 061,1  |

Nach der Qualifikation ausgeschieden
| Platz | Land                | Sportler              | Weite (m) | Punkte |
| ----- | ------------------- | --------------------- | --------- | ------ |
| 51    | Belarus             | Maksim Anissimau      | 102,0     | 68,6   |
| 52    | Slowakei            | Martin Mesík          | 101,5     | 67,7   |
| 53    | Volksrepublik China | Tian Zhandong         | 103,0     | 67,4   |
| 54    | USA                 | Clint Jones           | 100,5     | 64,9   |
| 55    | Volksrepublik China | Li Yang               | 101,0     | 64,8   |
| 56    | Kasachstan          | Alexei Koroljow       | 100,0     | 63,5   |
| 57    | USA                 | Thomas Schwall        | 100,5     | 63,4   |
| 58    | Polen               | Rafał Śliż            | 099,5     | 63,1   |
| 59    | Bulgarien           | Georgi Scharkow       | 098,5     | 59,3   |
| 60    | Südkorea            | Kang Chil-gu          | 098,5     | 58,8   |
| 61    | Kanada              | Gregory Baxter        | 097,5     | 58,5   |
| 62    | USA                 | Jim Denney            | 095,0     | 53,5   |
| 63    | Estland             | Jaan Jüris            | 094,0     | 52,2   |
| 64    | Kanada              | Michael Nell          | 092,5     | 48,0   |
| 65    | Italien             | Andrea Morassi        | 094,0     | 45,7   |
| 66    | Ukraine             | Wolodymyr Boschtschuk | 087,0     | 30,6   |
| 67    | Bulgarien           | Petar Fartunow        | 084,5     | 26,6   |
| 68    | Südkorea            | Choi Yong-jik         | 081,0     | 22,8   |
| DSQ   | Belarus             | Pjotr Tschaadajew     |           |        |

Datum: 18. Februar, 18:00 Uhr (1. Durchgang), 19:05 Uhr (2. Durchgang) 
K-Punkt: 125 m 
69 Teilnehmer aus 21 Ländern, davon 50 in der Wertung.
Über die Qualifikation wurden 50 Teilnehmer für den eigentlichen Wettkampf ermittelt, wobei sich die besten 15 im aktuellen Weltcup nicht qualifizieren mussten. Pjotr Tschaadajew wurde wegen unzulässiger Skilänge disqualifiziert.
Im eigentlichen Wettkampf kamen die besten 30 Springer in den zweiten Durchgang.

### Mannschaftsspringen
| Platz | Land / Sportler                                                               | Weiten (m)                                              | Punkte                        |
| ----- | ----------------------------------------------------------------------------- | ------------------------------------------------------- | ----------------------------- |
| 1     | Österreich Andreas Widhölzl Andreas Kofler Martin Koch Thomas Morgenstern     | 122,0 / 129,0 133,5 / 130,0 122,0 / 128,5 129,5 / 140,5 | 984,0 229,8 259,8 226,9 267,5 |
| 2     | Finnland Tami Kiuru Janne Happonen Janne Ahonen Matti Hautamäki               | 124,5 / 131,5 122,5 / 124,0 129,0 / 132,0 128,0 / 138,0 | 976,6 240,8 221,7 251,8 262,3 |
| 3     | Norwegen Lars Bystøl Bjørn Einar Romøren Tommy Ingebrigtsen Roar Ljøkelsøy    | 126,0 / 135,5 124,5 / 126,0 116,5 / 116,5 128,5 / 141,0 | 950,1 254,2 230,9 194,4 270,6 |
| 4     | Deutschland Michael Neumayer Martin Schmitt Michael Uhrmann Georg Späth       | 126,0 / 127,5 125,5 / 118,0 120,5 / 130,0 123,0 / 134,0 | 922,6 231,8 217,3 230,4 243,1 |
| 5     | Polen Stefan Hula Kamil Stoch Robert Mateja Adam Małysz                       | 118,0 / 119,0 122,0 / 124,5 126,0 / 123,5 128,0 / 129,5 | 894,4 201,1 220,7 227,1 245,5 |
| 6     | Japan Daiki Itō Tsuyoshi Ichinohe Noriaki Kasai Takanobu Okabe                | 121,5 / 121,5 121,0 / 119,5 122,5 / 130,5 121,0 / 132,0 | 893,1 213,4 207,4 236,9 235,4 |
| 7     | Schweiz Michael Möllinger Simon Ammann Guido Landert Andreas Küttel           | 121,5 / 121,5 122,5 / 122,0 116,5 / 122,0 123,5 / 136,0 | 886,9 215,9 216,1 204,3 250,6 |
| 8     | Russland Denis Kornilow Dmitri Ipatow Dmitri Wassiljew Ildar Fatkullin        | 121,5 / 117,5 121,0 / 123,0 125,0 / 131,0 117,5 / 117,0 | 856,8 204,2 215,2 240,3 197,1 |
| 9     | Tschechien Jan Matura Ondřej Vaculík Borek Sedlák Jakub Janda                 | 123,5 109,5 117,5 122,0                                 | 397,0 110,8 079,6 099,0 107,6 |
| 10    | Slowenien Rok Benkovič Robert Kranjec Primož Peterka Jernej Damjan            | 116,0 105,5 122,5 124,0                                 | 390,4 095,3 074,4 108,5 112,2 |
| 11    | Italien Andrea Morassi Sebastian Colloredo Alessio Bolognani Davide Bresadola | 109,5 121,0 104,0 106,0                                 | 328,4 080,1 105,3 070,7 072,3 |
| 12    | Kasachstan Nikolai Karpenko Radik Schaparow Alexei Koroljow Iwan Karaulow     | 111,0 111,5 104,0 110,0                                 | 322,2 084,8 085,7 069,7 082,0 |
| 13    | Südkorea Choi Yong-jik Choi Heung-chul Kim Hyun-ki Kang Chil-gu               | 107,5 103,5 113,5 110,5                                 | 321,5 079,0 069,8 089,8 082,9 |
| 14    | USA Thomas Schwall Anders Johnson Clint Jones Alan Alborn                     | 099,0 093,5 109,0 114,5                                 | 286,8 060,7 050,3 082,2 093,6 |
| 15    | Kanada Gregory Baxter Stefan Read Graeme Gorham Michael Nell                  | 104,0 110,0 099,0 100,5                                 | 276,8 071,2 082,0 060,2 063,4 |
| 16    | Volksrepublik China Li Yang Yang Guang Wang Jianxun Tian Zhandong             | 105,0 085,0 094,5 097,5                                 | 206,1 072,0 032,5 050,1 051,5 |

Datum: 20. Februar, 18:00 Uhr 
K-Punkt: 125 m 
16 Teams am Start, alle in der Wertung. Nur die besten acht Teams kamen in den zweiten Durchgang.